# Minamiechizen
Minamiechizen (南越前町, Minamiechizen-chō) est un bourg du district de Nanjō, dans la préfecture de Fukui au Japon. Sa création date de 2005 après la fusion des bourgs d'Imajō et de Nanjō, ainsi que du village de Kōno.
Au 1er février 2014, la population s'élevait à 10 961 habitants répartis sur une superficie de 343,84 km2.